# Sin fronteras (programa de televisión)
Sin fronteras fue un programa de televisión, emitido por La 1 de Televisión española, sin periodicidad fija entre 1980 y 1981.

## Formato
Programa de entrevistas en línea con el espacio A fondo que simultáneamente dirigía y presentaba Soler Serrano. La diferencia entre uno y otro radica en el perfil del entrevistado. Sin fronteras se centró en líderes políticos internacionales, presidentes, primeros ministros o ministros en ejercicio o que ya hubieran finalizado su mandato. Se emitía en directo, vía satélite.

## Invitados
Entre la lista de invitados que pasaron por el plató de Sin fronteras, se incluyen:
- Henry Kissinger, ex secretario de Estado nortemaricano (25 de enero de 1980)
- Francisco Sa Carneiro, primer ministro de Portugal (14 de febrero de 1980)
- Ferdinand Marcos, presidente de Filipinas (7 de noviembre de 1980)
- José López Portillo, presidente de México (12 de diciembre de 1980)[2]
- Joseph Luns, Secretario General de la OTAN
- Omar Torrijos, Presidente de Panamá
- Luis Herrera Campins, Presidente de Venezuela[3]
- Hussein I, Rey de Jordania